# Pro Palazzolo
L'Associazione Sportiva Dilettantistica Pro Palazzolo, meglio nota come Pro Palazzolo o più semplicemente Palazzolo, è una società calcistica italiana con sede a Palazzolo sull'Oglio.
Milita in Serie D, quarta serie del campionato italiano di calcio.
Il colore sociale è l’azzurro.

## Storia

La Pro Palazzolo a Bergamo nel 1920.

La fondazione della società risale al 1º luglio 1913, grazie alla fusione tra lo Sport Club Palazzolo e il Victoria Unione Football. Il 31 ottobre 1920 viene inaugurato il nuovo campo da gioco, che successivamente sarà acquistato dal Comune, prendendo il nome di stadio Comunale.
Inizialmente la squadra vanta una posizione di primo piano a livello provinciale, vincendo anche alcuni tornei locali, ma è nella stagione 1926-1927 che si fa conoscere a livello nazionale partecipando alla Coppa Italia (seconda edizione della Coppa Italia che non fu portata a termine per motivi contingenti), dove ebbe la possibilità di scontrarsi con il Petrarca di Padova (vinto 4-2) e anche col Torino venendo sconfitta 0-11.
Successivamente la Pro Palazzolo partecipa con fortuna alterna a campionati minori. Nel 1928-29 il risultato migliore del periodo: si piazza al secondo posto dietro la U.S. Clarense nel campionato di Seconda Divisione Nord, pressappoco l'attuale Serie C, ma è durante il dopoguerra che, grazie soprattutto al mecenate Commendator Marzoli, ottiene notevoli vittorie nei campionati disputati, fino a raggiungere lo spareggio per la promozione in Serie B nel 1950-51 contro il Marzotto Valdagno, disputato a Ferrara il 17 giugno e perso 3-1. Questo resterà il punto più alto della sua storia.
Dopo essere scesa di categoria e aver ottenuto due secondi posti consecutivi, nel 1954-55 vince il suo girone, ma viene sconfitta in finale dalla Mestrina, che sale in Serie C dopo la terza partita di spareggio. Dopo un terzo posto nell'annata seguente, nella stagione 1956-57 vince il girone B di IV Serie e viene ammessa alla fase finale per la promozione in Serie C, dalla quale uscirà ancora sconfitta.
Sarà questo l'ultimo anno di abbinamento con la Marzoli, la squadra torna alla denominazione di Pro Palazzolo. Senza lo sponsor, tuttavia, la dimensione della società non fu più sostenibile: arrivò quindi il dissesto, con conseguente espulsione dalla Lega Nazionale IV Serie per ripartire, senza più titolo sportivo, dai bassifondi regionali.
Negli anni '60 e '70 non ottiene grandi risultati, solo un campionato di Serie D nel 1969-70, con immediata retrocessione. Tra i giocatori del vivaio usciti in quegli anni spicca il nome di Giuseppe Tomasini, palazzolese di nascita e campione d'Italia con il Cagliari di Gigi Riva. La risalita comincia nel 1982, quando la Pro Palazzolo vince il campionato di Promozione e disputa la finale della Coppa Italia Dilettanti sconfitta dal Leffe allo stadio Brumana di Bergamo. Ma la prematura scomparsa del presidente Vigilio Raccagni frena le ambizioni palazzolesi.

Pierluigi Brivio e Gabriele Messina nella stagione 1989-1990, quella della fusione Palazzolo-Telgate.

Nel 1989 si presenta però una ghiotta occasione. Il presidente del Telgate Finazzi è disposto a cedere la società venendo incontro alle aspirazioni palazzolesi di partecipare a un campionato professionistico. Dal punto di vista formale non ci sono problemi, Telgate è un comune molto vicino a Palazzolo sull'Oglio ma nella fusione subentra anche la Grumellese di Grumello del Monte (ancor più vicino di Telgate) che ha appena vinto il campionato di Seconda Categoria e vorrebbe fare il doppio salto in alto. Ufficialmente per la FIGC la Pro Palazzolo si fonde con la Grumellese che ne acquisisce solo il titolo sportivo diventando G.S. Grumellese Palazzolo. Per la ex Pro Palazzolo, invece, è l'approdo ai campionati professionistici: 4 campionati in Serie C1 e altrettanti in Serie C2. Dal 1995 inizia il periodo più nero della squadra: dopo molti campionati in Serie C alla continua ricerca di una promozione mai arrivata, inizia una progressiva discesa, con alcune retrocessioni consecutive fino alle categorie più basse. Ottiene addirittura il record negativo di reti subite in un campionato: 191 nel C.N.D. 1996-1997, concluso perdendo tutte le 34 partite disputate (anche se quella squadra non giocò mai a Palazzolo ma ne mantenne solo il nome). In città però prendeva corpo l'AC Pro Palazzolo che, grazie alla fusione con il San Pancrazio, seconda squadra della città affiliatasi alla F.I.G.C. nel 1977 con denominazione S.C. San Pancrazio, riparte dalla Seconda Categoria. Dopo esser subentrata a tutti gli effetti alla squadra cittadina, comincia la risalita faticosa: nel 2001 viene conquistata la Serie D.
Gli anni successivi sono caratterizzati da una continua alternanza fra la Serie C2 e la Serie D, fino alla retrocessione nel campionato d'Eccellenza, avvenuta nel 2007. Dopo una estenuante serie di spareggi riesce però nel 2009 a riguadagnare la Serie D, persa l'anno successivo con il ritorno in Eccellenza. Dal 2010 ha disputato il campionato di Eccellenza fino alla promozione in Serie D, avvenuta al termine della stagione 2012/2013. La permanenza in Serie D durò ancora per una sola stagione, complice la mole di pareggi conseguita dalla squadra: ben 16, a fronte di altrettante sconfitte e 2 sole vittorie.
Dal mese di giugno del 2014 Giacomo Procopio diventa presidente, ma dopo alcune settimane la carica torna a essere ricoperta da Mario Liborio.
Nel 2023 lo Sporting Franciacorta (allora militante in serie D) effettua una fusione con la Pro Palazzolo, consentendo ai biancoazzurri di tornare nella massima categoria dilettantistica nazionale. Alla guida di questo progetto c’era Claudio Forlani, che decise di affidare la panchina al mister Marco Didu per puntare alla promozione in Serie C.

## Statistiche e record

### Partecipazione ai campionati nazionali
| Livello | Categoria          | Partecipazioni | Debutto   | Ultima stagione | Totale |
| ------- | ------------------ | -------------- | --------- | --------------- | ------ |
| III     | Serie C            | 7              | 1940-1941 | 1951-1952       | 11     |
| III     | Serie C1           | 4              | 1991-1992 | 1994-1995       | 11     |
| IV      | Serie D            | 3              | 2023-2024 | 2025-2026       | 13     |
| IV      | Serie C2           | 5              | 1989-1990 | 2004-2005       | 13     |
| IV      | IV Serie           | 5              | 1952-1953 | 1956-1957       | 13     |
| V       | Serie D            | 6              | 2001-2002 | 2013-2014       | 14     |
| V       | CND/Interregionale | 8              | 1982-1983 | 1996-1997       | 14     |

## Palmarès

### Competizioni nazionali
- Campionato di Serie C2: 1

1990-1991

### Competizioni regionali
- Prima Divisione: 1

1939-1940 (girone F)
- Eccellenza: 2

2000-2001 (girone C), 2012-2013 (girone C)
- Promozione: 2

1968-1969 (girone A, Lombardia), 1981-1982 (girone C)
- Seconda Divisione: 1

1938-1939 (girone A)

### Competizioni giovanili
- Coppa Giovanissimi Professionisti: 1

2003-2004

### Altri piazzamenti
- Serie C:

Vittoria girone, senza promozione: 1947-1948 (girone F)
Secondo posto: 1945-1946 (girone G), 1950-1951 (girone B)
Terzo posto: 1946-1947 (girone F), 1949-1950 (girone B)
- Serie C2:

Terzo posto: 1989-1990 (girone B)
- Serie D:

Secondo posto: 2005-2006 (girone B), 2024-2025 (girone B)
Terzo posto: 2023-2024 (girone B)
- Campionato Interregionale:

Terzo posto: 1982-1983 (girone C)
- IV Serie:

Vittoria girone, senza promozione: 1954-1955 (girone C), 1956-1957 (girone C)
Secondo posto: 1952-1953 (girone B), 1953-1954 (girone C)
Terzo posto: 1955-1956 (girone B)